# Rampage World Tour
Rampage World Tour és un videojoc llançat el 1997 i és la segona part de la sèrie Rampage. El joc es va desenvolupar com a joc de màquina recreativa de Midway Games pels dissenyadors de Game Refuge Inc. Brian Colin i Jeff Nauman, que van concebre i dissenyar l'original el 1986. Va ser portat a la Sega Saturn, Nintendo 64, Game Boy Color, PlayStation, Microsoft Windows i s'ha tornat a publicar a Midway Arcade Treasures 2 a més d'incloure's a Rampage: Total Destruction.

## Jugabilitat
Igual que en el primer joc Rampage, l'objectiu de cada etapa és destruir tots els edificis de cada ciutat evitant o destruint les forces militars. Si el jugador pren massa temps per destruir la ciutat, els avions volaran i bombardejaran els edificis restants, acabant la fase amb una puntuació més baixa.
Al primer nivell, Peoria, una cartellera turística, circula per diferents regions del país (nord-est, sud-oest, etc.). La destrucció de la cartellera quan es mostra una d'aquestes regions enviarà al jugador en aquesta direcció. Els jugadors també poden optar per menjar o ignorar la millora d'energia "World Tour" i controlar el país que poden visitar. Després d'engegar una gira mundial, els propers nivells es duran a terme en un lloc estranger fins que es destrueixi una planta de Scumlabs. Els residus radioactius porpra transformen temporalment el jugador en un super monstre conegut com a V.E.R.N. El joc no acabarà fins que la ciutat de Scumlabs hagi estat destruïda, la qual cosa pot provocar que alguns viatgin erràtics cap al final del joc (incloent-hi diversos viatges mundials si els jugadors han perdut o han deixat intencionadament les banderes del món).

## Argument
George, Lizzie, i Ralph s'han alliberat a causa d'una explosió en una instal·lació de Scumlabs. El trio comença a destruir totes les bases de Scumlabs escampades per tot el món i matar els seus empleats. En els últims nivells, el CEO d'Scumlabs Eustace DeMonic es converteix en un monstre en un intent de lluitar contra George, Lizzie i Ralph, però és derrotat durant una batalla en una base lunar. Després d'aquest moment, l'única empleada que ha sobreviscut és la Dra. Elizabeth Veronica, empleada de Scumlabs, intenta desintegrar els monstres amb una pistola de raigs a la seva nau espacial, però només els contracta amb una mida miniatura i acaben dins del seu vaixell. George i Ralph es contrauen, mentre que Lizzie rebota sobre els pits de Veronica (tot i que aquesta última part se censura als ports domèstics).

## Rebuda
PlayStation Pro va donar al joc 4 de 10.
Charles Ardai de Computer Gaming World va assenyalar que el port del PC tenia problemes de rendiment i gràfics quan es jugava en mode de pantalla completa. La millor actuació es va aconseguir quan la pantalla estava configurada en un marc de mida de postal. Va trobar que l'acció era bàsica, tot i que hi havia una gran varietat d'animacions. Va afegir que "abraseix amb tota la diversió de les pel·lícules de monstres que faltava de manera visible a la recent pel·lícula de Godzilla".
Next Generation va revisar la versió arcade del joc, qualificant-la de dues estrelles de cinc, i va dir que "Rampage World Tour sembla dirigit a satisfer l'anhel dels jugadors de títols anteriors com Space Invaders o Pac-Man. Suficient, però tot el que es farà és fer que els jugadors anhelen l'original més que mai."
Next Generation va revisar la versió de Nintendo 64 del joc, i va qualificar dues estrelles de cinc i va afirmar que "Malgrat el mode de tres jugadors, cap quantitat de flaix o nostàlgia gràfica pot millorar un estil de joc que ha quedat antiquat."